# جورج دبليو. الكسندر
جورج دبليو. الكسندر (بالإنجليزية: George W. Alexander)‏ هو سياسي أمريكي، ولد في 28 أكتوبر 1904 في الولايات المتحدة، وتوفي في 16 مايو 1992. حزبياً، نشط في الحزب الجمهوري. وقد انتخب عضو مجلس نواب بنسيلفانيا.